# Oscar Pistorius
Oscar Pistorius (Johannesburg, 1986. november 22. –) paralimpiai bajnok dél-afrikai rövidtávfutó. Az első, aki műlábakkal olimpián fejezett be versenyt.

## Karrierje, eredményei
Pistorius hatszoros paralimpiai bajnok. 2012-ben kvalifikálta magát az egészségesek közé a londoni olimpiára, így az első paralimpikon lett aki olimpián teljesített egy olimpiai távot.

## Gyilkossági pere
2013. február 14-én otthonában agyonlőtte barátnőjét, a modell Reeva Steenkampot, állítása szerint azért, mert betörőnek nézte. Pere 2014. március 3-tól 20-ig tartott. A bírósági tárgyalás során Pistorius nehezen viselte a szembesítést, többször hányt, miközben a patológust hallgatta. Hálószobájában légpuskát, fecskendőt és injekciós tűt találtak.
2014. szeptember 11-én Thokozile Masipa bírónő ítélete szerint Pistorius nem bűnös előre kitervelt emberölésben. Másnap, szeptember 12-én azonban gondatlanságból elkövetett emberölésért bűnösnek találták.
2016. augusztus 7-én Pistorius öngyilkosságot kísérelt meg börtönében. Pistorius családja szerint még júniusban olyan fenyegetést kaptak, hogy Pistoriust megverik és megerőszakolják a börtönben, ha nem fizetnek nekik.
2017. november 24-én a dél-afrikai legfelsőbb fellebbviteli bíróság megduplázta Pistorius börtönbüntetésének idejét, ami így 15 év lett.
2024 januárjában feltételes szabadlábra helyezték, a sajtóval azonban nem léphet kapcsolatba, és alkoholt sem fogyaszthat büntetése 2029-es lejártáig.